# 팔레 드 토쿄

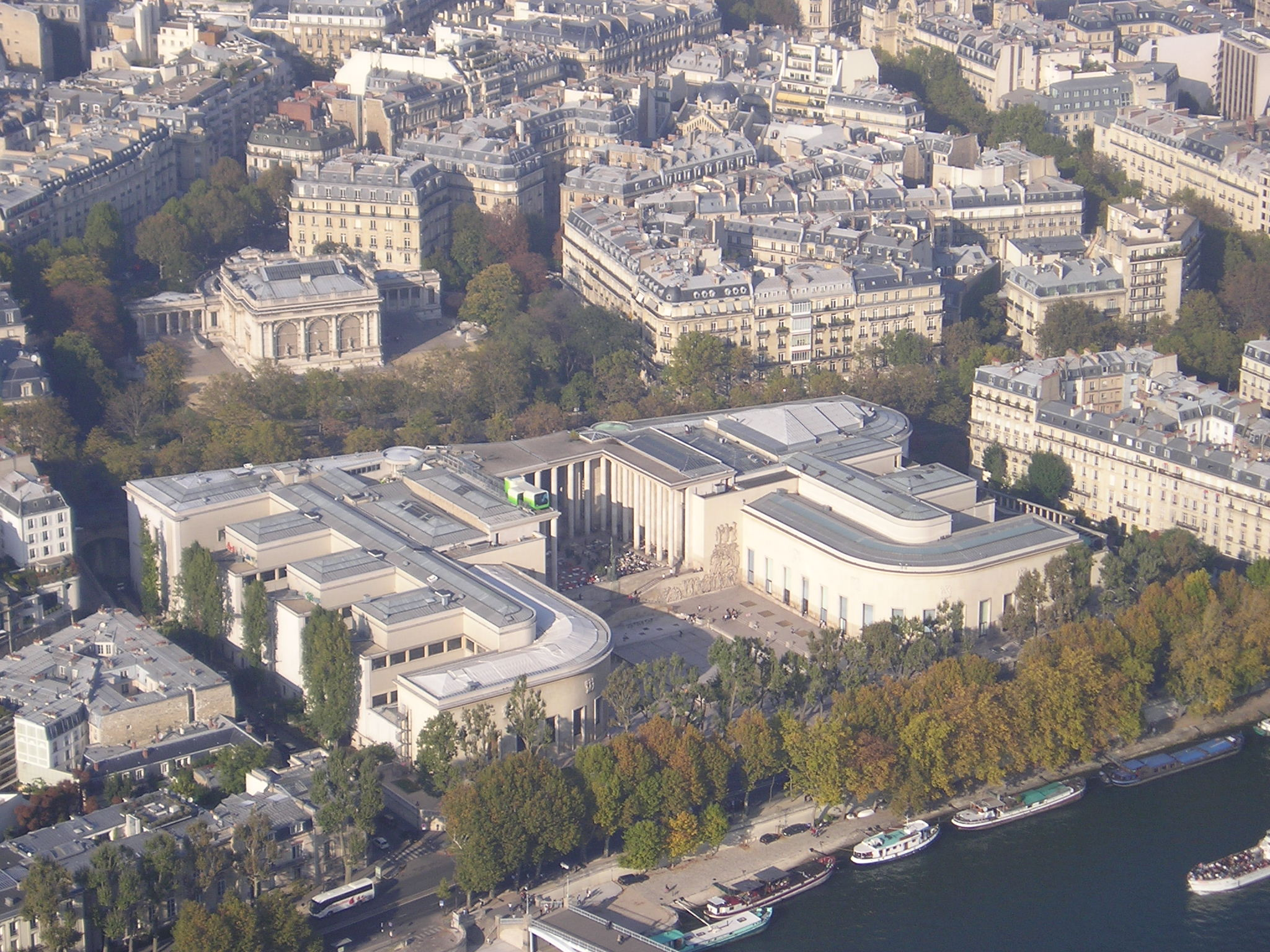
팔레 드 토쿄

팔레 드 토쿄(프랑스어: Palais de Tokyo→도쿄 궁전)는 프랑스 파리 16구에 위치한 미술관이다.

## 개요
2002년 1월 개관하였다. 현대 미술이 중심이며, 회화 · 조각 · 설치 미술 · 디자인 · 패션 · 비디오 아트 · 영화 · 문학 · 현대 무용 등의 전시 · 공연이 이루어지고 있다. 센강에 접하고 있다. 파리가 소유한 동쪽 부분에는 파리 시립 근대미술관이 입주해 있으며, 현대 미술 전시회를 기획하는 갤러리 팔레 드 도쿄 / 현대 창조 사이트(Palais de Tokyo / Site de création contemporaine는 국가가 소유한 서쪽 부분에 입주해 있다.
센 강변인 케 드빌리 (Quai Debilly, 드빌리 강변)는 1918년에 제1차 세계 대전의 동맹국 일본의 수도에 연관되어 도쿄 거리(Avenue de Tokio)로 개명되었는데 이에 따라 팔레 드 토쿄로 불리게 되었다. 도쿄 거리는 파리 해방 후 1945년 2월 26일에 제2차 세계 대전의 적국이 일본의 지명에서 딴 명칭에서 우방국인 미국에 딴 뉴욕 거리(Avenue de New-York)로 개명하지만, 건물의 통칭은 그대로 남았다. 1997년 5월 14일에 센 강과 뉴욕 거리 반대편의 프레지당 윌슨 거리 (Avenue du Président Wilson)에 접한 팔레 드 토쿄 앞 광장이 토쿄 광장(Place de Tokyo)으로 개명되어 있다.

## 같이 보기
- 가장 큰 미술관 목록